# Argiope trifasciata

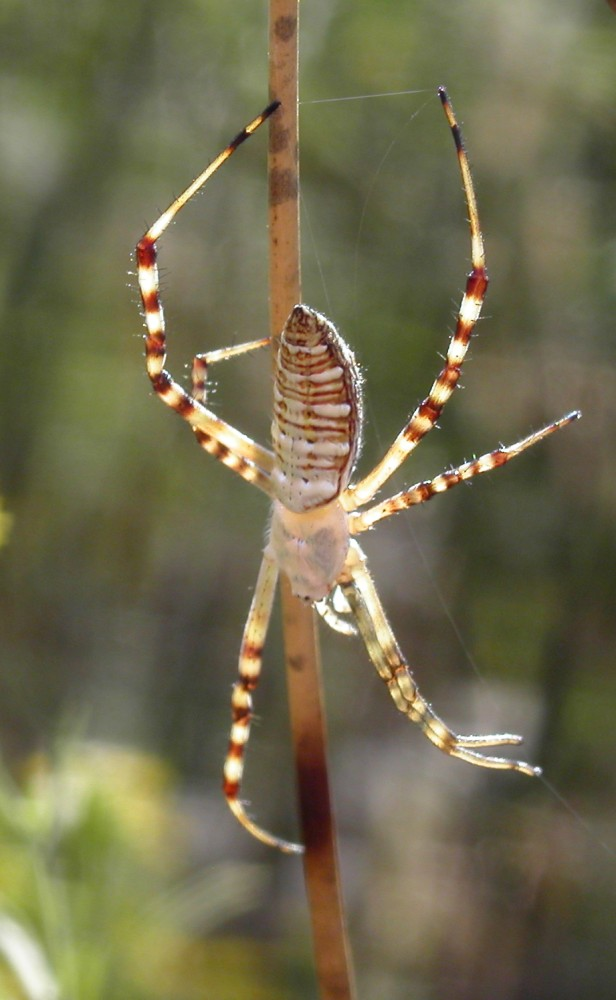
Joven espécimen

La araña de jardín bandeada (Argiope trifasciata) es una especie de araña araneomorfa perteneciente a la familia Araneidae. En Europa solamente se la encuentra en la península ibérica, Madeira, Islas Baleares e Islas Canarias, y es fácilmente confundible con la araña tigre (Argiope bruennichi) por su gran similitud, pero la primera no tiene las franjas amarillas y negras tan intensas como la segunda. 
Es relativamente frecuente en el sur de España. Presenta un marcado dimorfismo sexual. Su tela es grande, hasta 6 dm de diámetro; y su hilo uno de los más resistentes. Con una sola inseminación es capaz de poner varias puestas de las que salen gran número de arañas.
Como casi todas las arañas, esta especie posee veneno, que inyecta a sus víctimas mediante los quelíceros (son piezas bucales acabadas en punta). Este veneno es paralizante y lleva incorporado unos jugos gástricos que provocan la digestión externa de las víctimas.Al igual que casi todas las otras arañas, estas especies son inocuas para los seres humanos.

## Subespecies
Se reconocen las siguientes subespecies:
- Argiope trifasciata trifasciata (Forsskål, 1775)
- Argiope trifasciata deserticola Simon, 1906
- Argiope trifasciata kauaiensis Simon, 1900